# منتزه كوميه الوطني
 منتزه كوموي الوطني يقع شمال شرقي ساحل العاج وتمتد على طول نهر كوموي وتبلغ مساحتها 11,493 كم2 لتكون أكبر منطقة محمية في غرب أفريقيا.
منتزه كوميه الوطني (Comoé National Park) هو منتزه وطني في شمال شرق كوت ديفوار (Côte d'Ivoire) بالإضافة إلى كونه أحد مواقع التراث العالمي التي ترعاها منظمة اليونسكو (UNESCO) منذ أن تم نحته عام 1983 في منطقة (Zanzan) في كوت ديفوار بين مدن (Kong) من الجهة الغربية لكل من المنتزه ونهر كوميه (Comoé) (Bouna) بالجهة الشرقية للمنتزه وغرب بلاك فولتا (Black Volta) التي تمثل الحد الفاصل في المنطقة الواقعة بين كوت ديفوار وبوركينا فاسو. وقد تمت إضافة المنتزه بداية الأمر كموقع للتراث العالمي بسبب تنوع الحياة النباتية حول نهر كوميه، التي تشمل الأجزاء الأصلية من الغابات الاستوائية المطيرة التي لا توجد إلا باتجاه الجنوب. وبسبب الطبيعة المتآكلة للسهل الواقع بين النهرين الكبيرين، فإن الأرض في هذه المنطقة تعتبر موطنًا لأنواع التربة المختلفة وتتميز بطبيعة رطبة مناسبة للتنوع البيولوجي بصورة تفوق المناطق المحيطة بها. وفي عام 2003 تمت إضافة المنتزه إلى قائمة مواقع التراث العالمي المهددة بالخطر بسبب الصيد غير القانوني والتهام الماشية لأعشاب المنتزه بشكل زائد عن اللازم وغياب الإدارة.
وتتسبب السهول الفيضية حول نهر كوميه بمنتزه كوميه الوطني في إنبات مساحات من الأعشاب الموسمية التي تتغذى عليها أعداد كبيرة من فرس النهر. وبالإضافة إلى ذلك، فإن الفصائل الثلاث القديمة للتماسيح التمساح النيلي (Crocodylus niloticus)، وميسيبتوس كاتافراكتوس (Mecistpos cataphractus) وأوستيلاميوس تيتراسبيس (Osteolaemus tetraspis) تمثل أجزاء من المنتزه، وتستخدم الطيور المهاجرة المناطق الرطبة الموسمية 

## وصلات خارجية
- WCMCNatural Site Data Sheet
- UNESCO Fact Sheet
- APES Mapper

| مواقع التراث العالمي في غرب إفريقيا |
| --- |
| القصور الملكية في أبومية · أطلال لوروبيني · سيدادي فيلها · المباني التقليدية الخاصة بشعب أسانتي · محمية جبل نيمبا الطبيعيية المتكاملة · كوتاماكو وطن باتاماريبا · تمبكتو · حوض آركين · شنقيط · وادان · تيشيت · جزيرة جيمس · الدوائر الحجرية في سينيغامبيا · أهوكرو · منتزه كوميه الوطني |
| انظر أيضاً : مواقع التراث العالمي · |